# All Together Separate
All Together Separate foi uma banda de rock norte-americana, formada em 1996 em Riverside, Califórnia.

## História
Os membros foram colegas da universidade católica e começaram a criar o seu próprio estilo musical, incorporando o funk, blues e rock. Lançaram o seu álbum de estreia em 1999 pela Ardent Records.

## Discografia[2]
Independente
- Release (1998)

Álbuns de estúdio
- Unusual (2002)
- All Together Separate (1999)

Ao vivo
- Ardent Worship: All Together Separate Live (2001)

## Membros
Integrantes
- Dex Alexander — vocal
- Andrew Shirley — guitarra
- Charles Rumahlewang — baixo
- Ben Rayls — bateria